# コミック・モエ
コミック・モエ（COMIC MOE）はかつて偕成社より発行されていた漫画雑誌。1988年に月刊MOE1月号別冊としてNo.1を創刊。No.2（月刊MOE4月号別冊）からNo.6（月刊MOE12月号別冊）まで隔月で刊行された後に一度休刊。1990年に発行元がMOE出版に変更されNo.7が発行、不定期に刊行される。Vol.7以降はファンタジーコミック傑作アンソロジーの文句が表紙に記される。1992年4月に発行されたNo.11は再び偕成社発行に戻り、この号で休刊。偕成社の漫画雑誌はコミックFantasyに引き継がれる。
月刊MOEで発表されたMOEコミック大賞の受賞作が掲載されることもあった。
本誌で掲載された大雪師走のハムスターの研究レポートは、ハムスターブームの火付け役の一端として偕成社の沿革に載っている。

## 刊行リスト
1. No.1、偕成社、1988年1月、B5判、月刊MOE1月号別冊
2. No.2、偕成社、1988年4月1日、B5判、月刊MOE4月号別冊
3. No.3、偕成社、1988年6月1日、B5判、月刊MOE6月号別冊
4. No.4、偕成社、1988年8月1日、B5判、月刊MOE8月号別冊
5. No.5、偕成社、1988年10月1日、B5判、月刊MOE10月号別冊
6. No.6、偕成社、1988年12月1日、B5判、月刊MOE12月号別冊
7. No.7、MOE出版、1990年1月10日、B5判、ISBN 4-89594-340-2
8. No.8、MOE出版、1990年12月、A5判、ISBN 4-89594-341-0
9. No.9、MOE出版、1991年7月10日、A5判、ISBN 4-89594-342-9
10. No.10、MOE出版、1991年12月10日、A5判、ISBN 4-89594-343-7
11. No.11、偕成社、1992年4月、A5判、ISBN 4-03-969210-1